# Thrawn-trilógia
A Thrawn-trilógia, más néven A Birodalom örökösei trilógia a Csillagok háborúja univerzumában játszódó, bestseller tudományos-fantasztikus könyvek trilógiája, amelynek az írója Timothy Zahn. A Thrawn-trilógia cselekménye az 1983-ban megjelent Csillagok háborúja VI: A Jedi visszatér című film után körülbelül öt évvel kezdődik. A Thrawn-trilógiában felbukkanó új, nevezetes szereplő Mara Jade, Thrawn főadmirális és Talon Karrde.
A Thrawn-trilógiába három kötet tartozik:
- A Birodalom örökösei – A Csillagok háborúja folytatódik; (fordító: Novák Csanád; Valhalla Páholy, Budapest, 1991)
- Sötét erők ébredése – Star Wars. A Csillagok háborúja folytatódik (fordító: Nemes István, Szegi György; Valhalla Páholy, Budapest, 1992)
- Az utolsó parancs – A Star Wars. Az új Csillagok háborúja trilógia harmadik kötete; (fordító: Nemes István, Szegi György; Valhalla Páholy, Budapest, 1993)

Leírják az Új Köztársaság küzdelmét az Ismeretlen Régiókból visszatértekkel, a Galaktikus Birodalom főadmirálisával, Thrawnnal és a klónozott Sötét Jedivel, Joruus C’Baoth-tal, aki csatlakozott hozzá.
A könyvek megírásának lendületét az új Star Wars-anyag figyelemre méltó hiánya adta az eredeti, 1977-es Star Wars-film 1987-es tizedik évfordulójától a Birodalom örököse 1991-es megjelenéséig tartó négy év alatt.
2012-ben a The Walt Disney Company megvásárolta a Lucasfilmet, majd 2014 áprilisában döntöttek a különböző Csillagok háborúja művek besorolásáról, ami a Thrawn-trilógiát is érintette. Így jött létre a „kánon” és a „legendák” idővonala.

## Történet
Miután a Lázadók Szövetsége elfoglalta Coruscantot, és megalakult az Új Köztársaság, az utóbbi folyamatosan visszaszorította a Birodalom maradványait. Minden megváltozott, miután a Birodalom utolsó főadmirálisa, Thrawn visszatért a galaxis peremén lévő Ismeretlen Régiókból (maga Palpatine küldte oda egy „térképészeti expedíció” élén). Az emberszerű, de kék bőrű és izzó vörös szemű, a Chiss fajba tartozó Thrawn egy taktikai zseni, aki elképesztő sikereket ér el a csatában az ellenség kultúrájának tanulmányozásával. A mentálisan instabil sötét jedit, Yoruus C’Baothot, a rég halott jedimester, Yorus C’Baoth klónját szövetségeseként Thrawn elfogja a Palpatine által a Wayland bolygón elrejtett klónozó hengereket, és kimeríthetetlen emberi erőforrásra tesz szert. Ennek, valamint Thrawn stratégiai tehetségének köszönhetően a Birodalom minden fronton döntő ellentámadásba kezd.
Eközben Leiának és Han Solónak gyermekei születnek, Jacen és Jaina ikrei. C’Baoth arra törekszik, hogy elfogja őket, hogy megtanítsa az erő sötét oldalát, és örököseivé tegye őket a számára oly közel álló galaxis irányításában. Azonban Luke Skywalkert sem utasítaná vissza. C’Baoth kérésére Thrawn egyenként küldi ki a rohamosztagos csapatokat, hogy elfogják az őrült Sötét Jedik tanítványait.
Hosszú kalandok után az Új Köztársaságnak sikerül kiderítenie Weyland koordinátáit, ahol a klóngyárat telepítik és C’Baoth él, és egy Luke Skywalker és Han Solo vezette kis szabotázscsapat repül oda. Eközben Thrawn döntő csatára készül a Bilbringi bolygó körüli űrhajógyárakban, csapdát fektetve a Garm Bel Iblis és Wedge Antilles parancsnoksága alatt álló köztársasági erőknek. Ám a csata kellős közepén, amikor már szinte biztos volt a győzelem, Talon Karrde űrcsempészei a Birodalom flottájának vonalai mögé csapnak le, majd a noghri testőrök lázadása következett, akikre Leia hercegnő felnyitotta a szemét, hogy a Birodalom hogyan vetette őket rabszolgasorba. Thrawnt személyes noghri testőre szúrja le, parancsnok nélküli flottája megsemmisítő vereséget szenved, és közben a Waylanden Luke osztaga megöli Yoruus C’Baothot és megsemmisíti a klónozó hengereket.

## Szereplők
A filmekből ismertek mellett Timothy Zahn számos új szereplőt hozott létre a trilógiában, akik később nagy népszerűségre tettek szert a Star Wars kiterjesztett univerzumában:
- Mara Jade
- Dobott
- Garm Bel Iblis
- Talon Karrde

Szintén a „Birodalom örökösé”-ben, először a galaxis bolygó-fővárosáról – Coruscantról – nevezték el.

## Folytatás
Ráadásul Timothy Zahn megírta a Thrawn keze trilógiát, amely 9 évvel a Thrawn-trilógia eseményei után játszódik YU 18-ban. Regényekből áll:
- A múlt kísértete
- Jövőkép

## Fordítás
- Ez a szócikk részben vagy egészben  a   Thrawn trilogy című angol Wikipédia-szócikk ezen változatának fordításán alapul.  Az eredeti cikk szerkesztőit annak laptörténete sorolja fel. Ez a jelzés csupán a megfogalmazás eredetét és a szerzői jogokat jelzi, nem szolgál a cikkben szereplő információk forrásmegjelöléseként.